# Sant Jaume de Pont-xetmar
Sant Jaume de Pont-xetmar és una església de Cornellà del Terri (Pla de l'Estany) inclosa a l'Inventari del Patrimoni Arquitectònic de Catalunya.

## Descripció
Petita capella d'una sola nau i absis semicircular. Parets estructurals de pedra morterada amb restes d'arrebossat a la façana, enguixades i pintades a l'interior. La coberta és de teula àrab, a la façana principal acabada amb un ràfec de tres fileres, combinació de teules i rajols plans. Les obertures de la façana principal estan emmarcades per carreus bisellats. A la llinda de la porta d'accés hi ha una creu cisellada.

## Història
A la llinda d'una petita finestra lateral hi figura una data però resulta il·legible.